# Cleistes batistana
Cleistes batistana är en orkidéart som beskrevs av Pansarin och Fábio de Barros. Cleistes batistana ingår i släktet Cleistes, och familjen orkidéer. Inga underarter finns listade i Catalogue of Life.